# Lauren Kitchen
Lauren Kitchen (* 21. November 1990  in Armidale) ist eine ehemalige australische Radrennfahrerin.

## Sportliche Laufbahn
2008 errang Lauren Kitchen ihren ersten großen Erfolg, als sie eine Etappe des Bay Cycling Classic gewann. Bei den nationalen Bahnmeisterschaften wurde sie in der Mannschaftsverfolgung gemeinsam mit Megan Dunn und Ashlee Ankudinoff Vizemeisterin. 2011 wurde sie australische Meisterin im Kriterium (Nachwuchs und Elite) sowie Nachwuchs-Meisterin im Einzelzeitfahren. 2013 wurde sie erneut australische Meisterin im Kriterium (Nachwuchs).
2015 wurde Lauren Kitchen Ozeanien-Meisterin im Straßenrennen sowie Vizemeisterin im Einzelzeitfahren. 2018 belegte sie bei der australischen Straßenmeisterschaft Platz zwei. 2018 gewann sie die erste Austragung des Grand Prix d’Isbergues für Frauen. 2020 stürzte sie bei der Clasica Femenina Navarra, brach sich ein Schlüsselbein und erlitt eine Gehirnerschütterung. Die äußeren Verletzungen heilten aus, aber sie verspürte mentale Probleme. Im Frühjahr 2021 erhielt sie, die Stadtplanung studiert hatte, das Angebot, in diesem Bereich zu arbeiten. Im Mai 2021 trat sie vom aktiven Radsport zurück.

## Erfolge
2008
- eine Etappe Bay Cycling Classic

2011
- Australische Meisterin – Kriterium (Elite u. U23), Einzelzeitfahren (U23)

2013
- Australische Meisterin (U23) – Kriterium

2015
- Ozeanienmeisterin – Straßenrennen
- Ozeanienmeisterschaft – Einzelzeitfahren
- Gesamtwertung und eine Etappe Tour of Zhoushan Island I
- eine Etappe Tour of Thailand
- Ronde van Overijssel

2018
- Grand Prix d’Isbergues-Pas de Calais Féminin